# Porropis callipoda
Porropis callipoda är en spindelart som beskrevs av Tord Tamerlan Teodor Thorell 1881. Porropis callipoda ingår i släktet Porropis och familjen krabbspindlar. Inga underarter finns listade i Catalogue of Life.